# Roger Daltrey
Roger Harry Daltrey (ur. 1 marca 1944 w Hammersmith w Londynie) − brytyjski wokalista, tekściarz i aktor, najbardziej znany jako założyciel i wokalista zespołu The Who. Jego żoną jest była modelka Heather Taylor. Uczęszczał do Acton County Grammar School.
W 2006 piosenkarz został sklasyfikowany na 17. miejscu listy 100 najlepszych wokalistów wszech czasów według Hit Parader.

## Dyskografia
- Daltrey (1973)
- Ride a Rock Horse (1975)
- One of the Boys (1977)
- McVicar (1980)
- Parting Should be Painless (1984)
- Under a Raging Moon (1985)
- Can't Wait to See the Movie (1987)
- Rocks in the Head (1992)

## Wybrana filmografia
| Rok  | Tytuł                                                             | Rola                 | Reżyser                     |
| ---- | ----------------------------------------------------------------- | -------------------- | --------------------------- |
| 1975 | Lisztomania (film fabularny)                                      | Ferenc Liszt         | Ken Russell                 |
| 1979 | Dzieciaki są w porządku (The Kids Are Alright, film dokumentalny) | w roli samego siebie | Jeff Stein                  |
| 1997 | Message to Love: The Isle of Wight Festival (film dokumentalny)   | w roli samego siebie | Murray Lerner               |
| 1998 | Like It Is (film fabularny)                                       | Kelvin               | Paul Oremland               |
| 2007 | Amazing Journey: The Story of The Who (film dokumentalny)         | w roli samego siebie | Paul Crowder, Murray Lerner |